# Ctenochromis pectoralis
Ctenochromis pectoralis é uma espécie de peixe dulciaquícola da família Cichlidae. É endémica do Quénia e Tanzânia. Embora tenha sido dada como extinta pelo UICN em 1996, investigadores confirmaram a presença continuada da espécie num afluente do Rio Ruvu, que liga o Lago Jipe ao reservatório Nyumba  ya  Mungu.